# Девочка-дура
«Де́вочка-ду́ра» — мультипликационный фильм-зарисовка, который создала режиссёр Зоя Киреева в Свердловской студии анимации «А-фильм» в 2006. Из серии мультфильмов «Три мечты». Художественный руководитель Валентин Ольшванг.

## Сюжет
Авторская работа. Своеобразный взгляд на мир со стороны ребёнка советского времени. Тут и познание мира, и первые разочарования, и безразличная глупость взрослого мира. Искренний, проникновенный мультфильм, отражающий бытие детских садов советского периода.

## Музыка
В мультфильме была использована песня Игоря Николаева на стихи Лидии Козловой «Айсберг» (1983) в исполнении Аллы Пугачевой.

## Награды
Призы за фильм «Девочка-дура»:
- 2006:
  - III Международный фестиваль-практикум киношкол «Кинопроба» (Екатеринбург): Гран-при фестиваля, Приз зрительских симпатий[1]
- 2007:
  - XII Открытый Российский фестиваль анимационного кино (Суздаль-2007)[2]
  - 18-й российский кинофестиваль «Кинотавр» (Сочи)
  - Международный анимационный фестиваль (Аннеси, Франция): приз за лучший дебют[3]
  - МКФ «Послание к человеку» (Санкт-Петербург)
  - V Московский фестиваль отечественного кино «Московская премьера»
  - XV Фестиваль российского кино «Окно в Европу (кинофестиваль)» (Выборг): Приз «Серебряная ладья» — «За большое маленькое кино»[4]
  - Международный фестиваль детского анимационного кино «Золотая рыбка»: приз за лучший дебют[5]
  - Санкт-Петербургский международный фестиваль короткого метра «Open Cinema»: Приз в категории анимация «За яркое и самобытное вхождение в большой кинематограф»
  - МКФ (Эдинбург, Шотландия)
  - Международный анимационный фестиваль «Fantoche»(«Фантош») в Бадене (Швейцария)[6]: Главный приз фестиваля «Хай риск»
  - МФАК «Cinanima» в Эшпиньо (Португалия): приз фестиваля[7]
  - V Международный фестиваль анимационных искусств «Мультивидение» : Гран-при[8]
- 2008
  - Премия «Белый Слон» Гильдии киноведов и кинокритиков России, за лучший анимационный фильм[9]
  - МКФ «КРОК»: Приз категории III (дебюты)[10][11]
  - МКФ «КРОК»: приз за лучшую женскую роль от Ивана Максимова — героине фильма «Девочка-дура»[11]

2007 — приз за лучший дебют на Международного фестиваля анимационных фильмов в Анси